# Robin Hood Makes Good
Pour plus de détails, voir Fiche technique et Distribution.
Robin Hood Makes Good est un dessin animé américain de la série Merrie Melodies réalisé en 1939 par Chuck Jones, mettant en scène trois écureuils rejouant la légende de Robin des Bois, ainsi qu'un renard antagoniste.

## Résumé
Dans une forêt, trois écureuils lisent les aventures de Robin des Bois. Voulant jouer l'attaque du vilain shérif chargé d'impôts par Robin et Petit Jean, ils obligent le plus petit, qui voulait jouer Robin, à jouer le rôle du méchant.
Pendant que les deux grands écureuils combattent celui-ci avec des épées en bois, un renard s'empare du livre. Sa lecture lui donne l'idée de les attraper en se faisant passer pour Marianne, la compagne de Robin. Il appelle à l'aide en contrefaisant sa voix. Les écureuils interrompent leur jeu et le plus jeune est envoyé récupérer le livre. Le renard ne réussit pas à s'emparer de lui, car celui-ci est trop rapide. Les écureuils découvrent alors qui est Marianne et, suivant sa voix, les deux grands se lancent à sa recherche. Le renard réussit à les attirer jusque dans sa maison, où il les prend au piège.
Mais alors qu'il s'apprête à les cuisiner, le dernier écureuil les sauve en simulant la présence de chasseurs de renard à l'aide d'un cor de chasse. Terrorisé, le renard cherche à s'enfuir par la porte de derrière fermée. Il finit par l'arracher de ses montants et s'enfuit avec elle.
Cherchant leurs bienfaiteurs pour les remercier, les deux écureuils ne trouvent que le petit écureuil qui leur demande ingénument : « Qui va jouer Robin ? ».

## Fiche technique
Source IMDb
- Réalisation : Chuck Jones
- Scénario : Dave Monahan
- Producteur : Leon Schlesinger (non crédité)
- Distribution :  États-Unis :
  - Warner Bros. , 11 février 1939 : cinéma[2]
  - Reel Media International, 2004 : vidéo
  - Reel Media International, 2007 : tout support
- Pays d'origine : États-Unis
- Format : couleur Technicolor, son mono - 35 mm - 1,37:1 - procédé cinématographique : sphérique
- Musique : Carl W. Stalling (non crédité)
- Montage : Treg Brown (non crédité)
- Langue : anglais
- Genre : court métrage de dessin animé comique
- Durée : 8 minutes
- Date de sortie :  États-Unis : 11 février 1939

### Animation
Source IMDb
Animateurs :
- Robert McKimson (comme Bob McKimson) : animateur (seule personne créditée)
- Ken Harris
- Rudy Larriva
- Phil Monroe
- Martha Sigall (en) : encreuse et coloriste
- Art Loomer : superviseur des décors

## Distribution

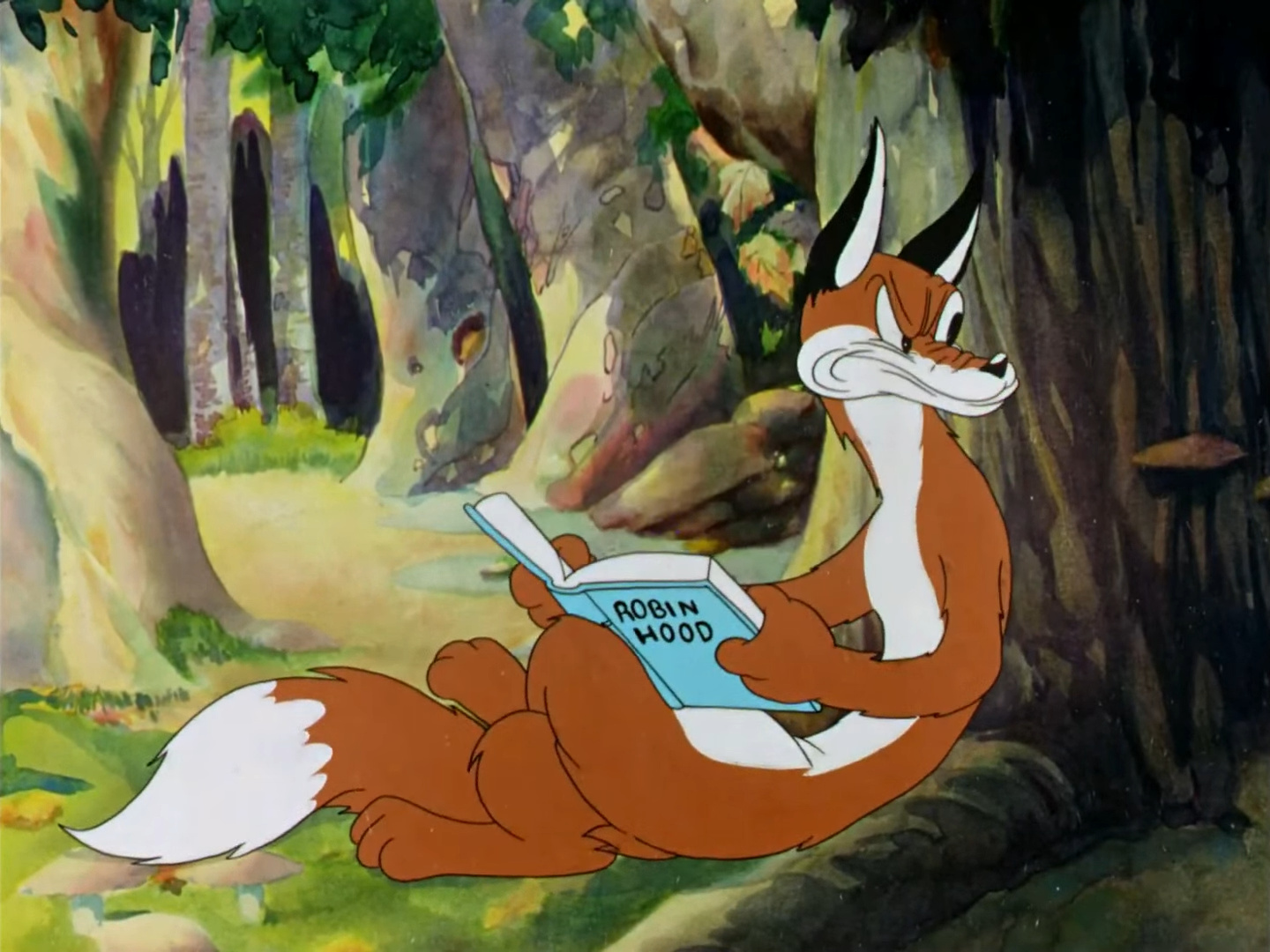
Le renard interrompt momentanément sa lecture, énervé par le chant guerrier des deux écureuils.

### Voix originales
Aucune des voix originales n'est portée au générique :
- Mel Blanc : le renard roux
- Bernice Hansen : écureuil
- Margaret Hill-Talbot : écureuil

## Direction musicale
- Carl W. Stalling : directeur de la musique (non crédité)
- Milt Franklyn : orchestration (non crédité)

## Musiques
Aucune des musiques n'est mentionnée au générique.
- A-Hunting We Will Go (en)

Musique traditionnelle folklorique, jouée au cor par le petit écureuil.
- Le Songe d'une nuit d'été : Marche des Elfes

Musique par Felix Mendelssohn. Elle est jouée quand le renard prétend être Marianne et quand les écureuils se mettent à sa recherche.
- Symphonie nº 8, premier mouvement ou  Symphonie inachevée

Composée par Franz Schubert. Elle est jouée pendant la séquence où les deux écureuils découvrent le portrait de Marianne dans le livre.
- For You

Composée par Werner R. Heymann, paroles par Ted Koehler.
Chantée avec des paroles différentes par les écureuils à propos de Robin des Bois.